# Joanna Agacka-Indecka

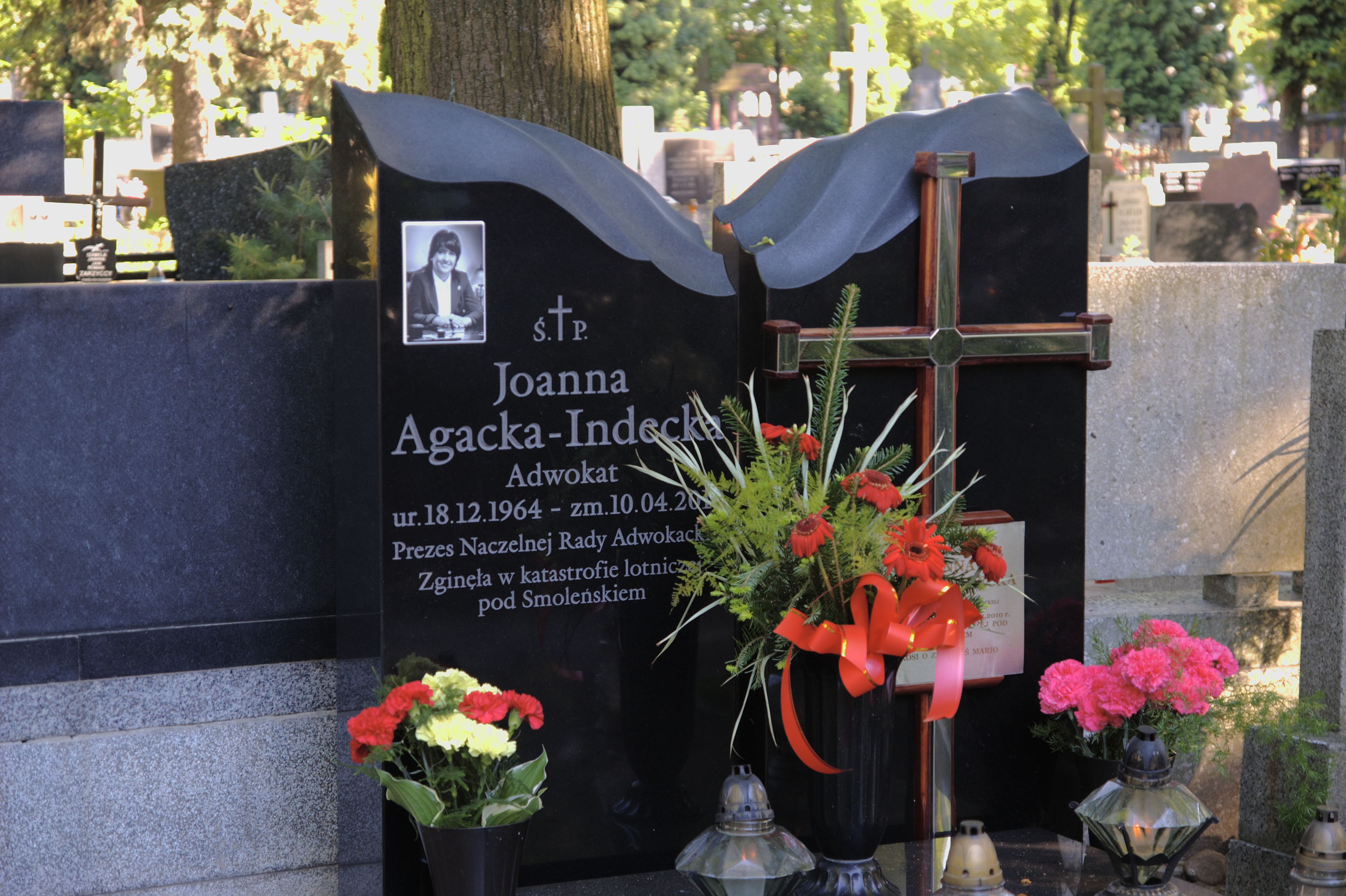
Její hrob v Lodži

Joanna Agacka-Indecka (18. prosinec 1964, Lodž, Polsko – 10. duben 2010, Smolensk, Rusko) byla polská právnička.

## Životopis
V roce 1988 absolvovala práva na Fakultě práva a správy Univerzity v Lodži. Do roku 2001 působila na univerzitě jako asistentka na katedře trestního práva. Na počátku devadesátých let žila ve Spojených státech. V roce 1996 se stala advokátkou. V roce 2001 vstoupila do Okresní advokátní komory v Lodži, v roce 2004 se stala místopředsedkyní Nejvyšší advokátní komory, jejíž předsedkyní byla zvolena v roce 2007. V roce 2010 se stala členkou komise pro rekodifikaci trestního práva při polském ministerstvu spravedlnosti.
Zemřela při leteckém neštěstí u ruského Smolensku 10. dubna 2010. Posmrtně obdržela Důstojnický kříž Řádu Polonia Restituta (Krzyż Oficerski Orderu Odrodzenia Polski).